# Подковоноси
Подковоносите (Rhinolophus) са род дребни бозайници от семейство Подковоносови (Rhinolophidae). Включват повече от 60 вида прилепи, разпространени в Африка и южните части на Евразия до Североизточна Австралия. В България се срещат 5 вида - голям подковонос (Rhinolophus ferrumequinum), малък подковонос (Rhinolophus hipposideros), средиземноморски подковонос (Rhinolophus blasii), южен подковонос (Rhinolophus euryale) и подковонос на Мехели (Rhinolophus mehelyi).
Характерни за подковоносите са подобните на конска подкова образувания в носа, които използват при ехолокацията и от които идва и името на рода. Задните крайници са слабо развити, а крилата са относително широки, на което се дължи особената им подвижност по време на полет. Хранят се с насекоми, които улавят по време на полет.

## Видове
- Rhinolophus acuminatus
- Rhinolophus adami
- Rhinolophus affinis
- Rhinolophus alcyone
- Rhinolophus anderseni
- Rhinolophus arcuatus
- Rhinolophus blasii – Средиземноморски подковонос
- Rhinolophus borneensis
- Rhinolophus canuti
- Rhinolophus capensis
- Rhinolophus celebensis
- Rhinolophus chiewkweeae
- Rhinolophus clivosus
- Rhinolophus coelophyllus
- Rhinolophus cognatus
- Rhinolophus cornutus
- Rhinolophus creaghi
- Rhinolophus darlingi
- Rhinolophus deckenii
- Rhinolophus denti
- Rhinolophus eloquens
- Rhinolophus euryale – Южен подковонос
- Rhinolophus euryotis
- Rhinolophus feae
- Rhinolophus ferrumequinum – Голям подковонос
- Rhinolophus fumigatus
- Rhinolophus guineensis
- Rhinolophus hildebrandti
- Rhinolophus hipposideros – Малък подковонос
- Rhinolophus imaizumii
- Rhinolophus inops
- Rhinolophus keyensis
- Rhinolophus landeri
- Rhinolophus lepidus
- Rhinolophus luctus
- Rhinolophus maclaudi
- Rhinolophus macrotis
- Rhinolophus malayanus
- Rhinolophus marshalli
- Rhinolophus megaphyllus
- Rhinolophus mehelyi – Подковонос на Мехели
- Rhinolophus mitratus
- Rhinolophus monoceros
- Rhinolophus nereis
- Rhinolophus osgoodi
- Rhinolophus paradoxolophus
- Rhinolophus pearsonii
- Rhinolophus philippinensis
- Rhinolophus pusillus
- Rhinolophus rex
- Rhinolophus robinsoni
- Rhinolophus rouxii
- Rhinolophus rufus
- Rhinolophus sakejiensis
- Rhinolophus sedulus
- Rhinolophus shameli
- Rhinolophus silvestris
- Rhinolophus simplex
- Rhinolophus simulator
- Rhinolophus stheno
- Rhinolophus subbadius
- Rhinolophus subrufus
- Rhinolophus swinnyi
- Rhinolophus thomasi
- Rhinolophus trifoliatus
- Rhinolophus virgo
- Rhinolophus yunanensis

## Допълнителни сведения
- Смята се, че поне четири вида подковоноси (R. sinicus, R. ferrumequinum, R. macrotis, R. pearsoni) са естествени преносители на SARS.